# Hedelmühle
Hedelmühle (oberfränkisch: Hedlml oder Dummadnlml)  ist ein Gemeindeteil der Stadt Pegnitz im Landkreis Bayreuth (Oberfranken, Bayern). Hedelmühle liegt in der Gemarkung Trockau.

## Lage
Die Einöde liegt an der Püttlach zwischen der Dörrleite (512 m ü. NHN) im Nordwesten und der Kulm (584 m), beides bewaldete Erhebungen der Fränkischen Schweiz. Eine Gemeindeverbindungsstraße führt an der Ziegelhütte vorbei zur Staatsstraße 2184 (0,7 km nördlich) bzw. nach Bodendorf (1,3 km südöstlich).

## Geschichte
Der Ort wurde 1606 als „Hedtlmüehl“ erstmals schriftlich erwähnt. Die Bedeutung des Ortsnamens ist unklar. Die mundartliche Form leitet sich wohl vom Familiennamen Dummert ab. Die Fraisch über die Hedelmühle stand den Adligen Groß von Trockau zu.
Mit dem Gemeindeedikt (frühes 19. Jahrhundert) wurde Hedelmühle der Steuerdistrikt Trockau und der Ruralgemeinde Trockau zugewiesen. Im Rahmen der Gebietsreform in Bayern wurde Hedelmühle am 1. Mai 1978 in die Stadt Pegnitz eingegliedert.